# Ottavio Ragni
Ottavio Ragni (Romagnano Sesia, 21 aprile 1852 – Romagnano Sesia, 21 maggio 1919) è stato un generale italiano.

## Biografia
Nacque a Romagnano Sesia, nell'allora regno di Sardegna in una famiglia di proprietari terrieri; seguendo una tradizione ben radicata in famiglia entrò a soli sedici anni, nel 1868 nell'esercito italiano come sottotenente; nel 1873 fu promosso tenente ed entrò nel 7º Reggimento fanteria "Cuneo", con il quale partecipò alla guerra d'Eritrea, in particolare all'occupazione del Tigrè e alla battaglia di Coatit, guadagnandosi la promozione a maggiore sul campo (nel 1887 era stato promosso capitano).
Dopo aver guidato un reggimento di fanteria della brigata del generale Vittorio Dabormida nella tragica battaglia di Adua, venne richiamato in patria e fu per qualche tempo messo a riposo con il grado di colonnello (1899); fu richiamato in occasione della guerra italo-turca, partecipando all'invasione della Cirenaica e della Tripolitania, della quale fu governatore dal 1912 al giugno 1913. Nel 1911 era stato promosso maggior generale ed insignito dell'Ordine dei Santi Maurizio e Lazzaro.
Durante la prima guerra mondiale comandò il I corpo d'armata; fece parte della commissione d'inchiesta presieduta da Carlo Caneva riguardo Caporetto, ma morì prima che i lavori fossero terminati il 21 maggio 1919.